# Lista de deputados estaduais de Goiás da 7.ª legislatura
Essa é uma lista de deputados estaduais de Goiás eleitos para o período 1971-1975.

## Composição das bancadas
| Partido | Líder                | Bancada | Posição  |
| ------- | -------------------- | ------- | -------- |
| ARENA   | Elcival Ramos Caiado | 21 / 33 | Governo  |
| MDB     | Ademar Santillo      | 12 / 33 | Oposição |

## Deputados estaduais
Segundo o Tribunal Superior Eleitoral a ARENA conquistou vinte e uma das trinta e três vagas em disputa contra doze do MDB.
| Número | Deputados estaduais eleitos          | Partido | Votação | Percentual | Cidade onde nasceu | Unidade federativa |
| 11321  | Luiz Barreto Correia de Menezes Neto | ARENA   | 15.181  |            | Itumbiara          | Goiás              |
| 11111  | Elcival Caiado                       | ARENA   | 14.720  |            | Goiás              | Goiás              |
| 15151  | Ademar Santillo                      | MDB     | 13.793  |            | Ribeirão Preto     | São Paulo          |
| 11405  | Nelson de Castro Ribeiro             | ARENA   | 13.569  |            | Jaraguá            | Goiás              |
| 11553  | Hélio Mauro                          | ARENA   | 12.859  |            | Goiânia            | Goiás              |
| 15655  | Tobias Alves                         | MDB     | 12.482  |            | Miguelópolis       | São Paulo          |
| 11497  | José de Assis                        | ARENA   | 12.407  |            | Mineiros           | Goiás              |
| 11930  | Antônio Pereira da Silva             | ARENA   | 11.955  |            | Porto Nacional     | Tocantins          |
| 11467  | Leão di Ramos Caiado Filho           | ARENA   | 11.537  |            | Goiás              | Goiás              |
| 11917  | Alcântara Marques Palmeira           | ARENA   | 10.448  |            | Itaberaí           | Goiás              |
| 11366  | Jesus Meireles                       | ARENA   | 9.944   |            | Luziânia           | Goiás              |
| 11903  | Manoel Mendonça                      | ARENA   | 9.409   |            | Hidrolândia        | Goiás              |
| 15774  | Clarismar Fernandes dos Santos       | MDB     | 8.673   |            | Goiânia            | Goiás              |
| 11683  | Tércio Caldas                        | ARENA   | 8.462   |            | Itaberaí           | Goiás              |
| 11525  | Darcy Gomes Marinho                  | ARENA   | 8.404   |            | Carolina           | Maranhão           |
| 15609  | Iturival Nascimento                  | MDB     | 8.209   |            | Rio Verde          | Goiás              |
| 11843  | Vanderlan Moura                      | ARENA   | 8.171   |            | Goiânia            | Goiás              |
| 11894  | César de Almeida Melo                | ARENA   | 8.120   |            | Jataí              | Goiás              |
| 11302  | Osmar Xerxes Cabral                  | ARENA   | 8.014   |            | Rio Verde          | Goiás              |
| 11233  | Paulo Rezek Andery                   | ARENA   | 7.811   |            | Gália              | São Paulo          |
| 11356  | Ênio Paschoal                        | ARENA   | 7.668   |            | Catalão            | Goiás              |
| 15531  | Luiz Soyer                           | MDB     | 7.631   |            | Inhumas            | Goiás              |
| 11445  | Genésio de Barros                    | ARENA   | 7.513   |            | Morrinhos          | Goiás              |
| 11897  | Joaquim de Lima Quinta               | ARENA   | 7.435   |            | Piracanjuba        | Goiás              |
| 15184  | João Felipe                          | MDB     | 7.405   |            | Catalão            | Goiás              |
| 11688  | Klepper da Silva                     | ARENA   | 7.140   |            | Rio Verde          | Goiás              |
| 15490  | Derval de Paiva                      | MDB     | 7.128   |            | Cumari             | Goiás              |
| 11589  | Domingos Pereira Valadão             | ARENA   | 6.956   |            | Anicuns            | Goiás              |
| 15305  | José Avelino Rocha                   | MDB     | 6.736   |            | Trindade           | Goiás              |
| 15847  | Lúcio Lincoln de Paiva               | MDB     | 6.323   |            | Araguari           | Minas Gerais       |
| 15244  | Clepino Antônio de Araújo            | MDB     | 6.113   |            | Goiás              | Goiás              |
| 15702  | Juarez Magalhães de Almeida          | MDB     | 6.093   |            | Formosa            | Goiás              |
| 15778  | Ronaldo Jaime                        | MDB     | 5.749   |            | Pirenópolis        | Goiás              |